# Perla (2025)
Perla ist ein Spielfilm aus dem Jahr 2025 von Regisseurin und Drehbuchautorin Alexandra Makarová mit Rebeka Poláková in der Titelrolle, Simon Schwarz, Noël Czuczor und Carmen Diego.

## Handlung
Perla ist eine Malerin in Wien Anfang der 1980er-Jahre, die vor einigen Jahren mit ihrer Tochter Julia aus der kommunistischen Tschechoslowakei nach Österreich geflohen war, während ihr Partner Andrej, der Vater von Julia, verhaftet wurde. Perla hat mittlerweile Josef geheiratet und die österreichische Staatsbürgerschaft. Nachdem Andrej aus dem Gefängnis entlassen wird, tritt er wieder in ihr Leben und ihre neu aufgebaute Existenz gerät aus den Fugen.

## Produktion und Hintergrund
Die Dreharbeiten fanden ab Februar 2024 in Wien, Niederösterreich und der Slowakei statt. Drehorte waren unter anderem Sliač, Močiar und Brádno.
Produziert wurde der Film von der österreichischen Golden Girls Filmproduktion (Produzenten Arash T. Riahi und Sabine Gruber) und der slowakischen Hailstone (Koproduzent Tomáš Krupa) sowie Ruth Beckermann. Den Vertrieb übernahm Cercamon. Unterstützt wurde der Film vom Österreichischen Filminstitut, vom Filmfonds Wien und vom Land Niederösterreich, beteiligt war der ORF.
Die Kamera führte Georg Weiss, die Musik schrieben Johannes Winkler und Rusanda Panfili, die Montage verantwortete Joana Scrinzi und das Casting Eva Roth und Martina Poel. Den Ton gestaltete Joachim Johannes Baumann, das Kostümbild Monika Buttinger, das Szenenbild Klaudia Kiczak und die Maske Verena Eichtinger, Alexandra Knopp und Sam Dopona. Als Green Consultant fungierte Marion Rossmann. Die Kostüme stammten vom Kostümverleih Lambert Hofer.
Die Handlung wurde vom Leben der Großmutter der Regisseurin und Drehbuchautorin Alexandra Makarová inspiriert. Nach Zerschlag mein Herz (2018) ist dies der zweite Langspielfilm von Makarová.

## Veröffentlichung
Premiere war Anfang Februar 2025 am International Film Festival Rotterdam im Hauptwettbewerb. Ende März 2025 wurde der Film im Wettbewerb des Filmfestivals Diagonale in Graz gezeigt.
In Österreich kam der Film am 11. April 2025 in die Kinos. In Deutschland wurde der Film Anfang Juli 2025 am Filmfest München gezeigt. Im September 2025 sind Vorstellungen am Fünf Seen Filmfestival vorgesehen.

## Rezeption
Marina Pavido urteilte auf cinema-austriaco.org, dass Traumata, die eigene Identität, aber auch ein tiefes Schuldgefühl und eine subtile Manipulation Perla zu einem besonders komplexen und gut geschriebenen Werk machten, in dem jeder einzelne Charakter facettenreich sei und jeder gleichzeitig als Opfer und Täter betrachtet werden könne.
Dominika Krejs schrieb auf uncut.at, dass die Ästhetik der Drehorte großartig eingefangen seien und besondere Stimmungen erzeugten. Der Soundtrack sei herausragend. Das präzise platzierte und cineastisch ästhetische Ende gehe insbesondere in den letzten Sequenzen direkt ins Herz.
Valerie Dirk bezeichnete den Film auf DerStandard.at als fesselnde Charakterstudie in bestechenden szenischen Bildern über staatliche Gewalt und Mutterschaft. Das beklemmend schöne Drama besteche außerdem durch biografische Wärme um den ambivalenten Grat zwischen Mutterschaft und Frau-Sein.

## Auszeichnungen
Diagonale 2025
- Auszeichnung mit dem Publikumspreis (Alexandra Makarová)[12][13]
- Nominierung für den Thomas-Pluch-Drehbuchpreis (Hauptpreis und Spezialpreis der Jury, Alexandra Makarová)[14]
- Auszeichnung mit Diagonale-Preis Kostümbild (Monika Buttinger)[15]
- Auszeichnung mit Diagonale-Preis Szenenbild (Klaudia Kiczak)[15]

Filmfest München 2025
- Nominierung im Wettbewerb CineMasters[16]